# نیولند، گلاسترشر
نیولند (به انگلیسی: Newland) یک روستا و محله مدنی در بریتانیا است که در Forest of Dean واقع شده‌است. نیولند ۱٬۰۳۳ نفر جمعیت دارد.